# Peter Ulrich (Baumeister)
Peter Ulrich (auch: Peter von Heilbronn, Peter von Pirna; * um 1440 in Heilbronn; † 1513/14 in Pirna) war ein deutscher Baumeister der Spätgotik.

## Leben
Peter Ulrich tauchte 1478 erstmals in Sachsen als herzoglicher Werkmeister in Festanstellung auf Lebenszeit durch Kurfürst Ernst und Herzog Albrecht auf. In Dresden übernahm er verschiedene Bauaufgaben und erwarb 1493 das dortige Bürgerrecht. Um 1503 wurde er von der Stadt Pirna dorthin berufen, um als Stadt- und Kirchenbaumeister zu arbeiten. Seine Kirchenbauten blieben bis zum Zeitpunkt seines Todes unvollendet. Zudem arbeitete er auf Befehl durch Herzog Georg als Gutachter an der Elbbrücke in Dresden, dem Rathausturm in Görlitz sowie am Gewölbe der Marienkirche in Zwickau. 1508 ließ sich der Baumeister das Peter-Ulrich-Haus neben der Marienkirche errichten. Bis 1987 befanden sich einfache Mietwohnungen in dem Haus, heute beherbergt es das Tom Pauls Theater und ein Café.

## Bauwerke (Auswahl)
- 1503 Erstellung der Pläne für das Kirchenschiff der Stadtkirche St. Marien, Pirna
- 1503 Beginn der Renovierung seines eigenen Wohnhauses, Pirna
- 1504 Beginn des Baues der Kirche St. Wenzel, Lommatzsch
- 1508 trat Ulrich nach dem Tod von Conrad Pflüger die Nachfolge als Baumeister der St. Annenkirche in Annaberg an.